# Marrina (personaggio)
Marrina, il cui vero nome è Marrina Smallwood MacKenzie, è un personaggio dei fumetti creato da John Byrne (testi e disegni), pubblicato dalla Marvel Comics.
La sua prima apparizione risale all'agosto del 1983 sul primo numero della serie Alpha Flight (tradotta in italiano in Capitan America e i Vendicatori n. 1, edito da Star Comics).
Legata sentimentalmente ad un altro celebre personaggio Marvel, Namor il Sub Mariner, è morta in una storia dei Vendicatori.

## Biografia del personaggio
Marrina appartiene alla razza aliena dei Plodex che, diecimila anni fa, mandò per il cosmo alcune astronavi alla ricerca di pianeti da colonizzare, con a bordo alcune uova di esseri della loro specie che avrebbero dovuto riprodursi nel pianeta stabilito.
Una di queste astronavi precipitò sulla Terra, e prima di esplodere espulse alcune delle uova predisposte alla colonizzazione, e una di queste precipitò in mare. Adattandosi alle caratteristiche ambientali, la creatura all'interno dell'uovo divenne anfibia, e vagò per gli oceani per millenni, fino ad arrivare, ai giorni nostri, nei mari canadesi ed essere trovata dal pescatore Thomas Smallwood, che lo consegnò alla moglie Gladys affinché lo cucinasse.
Non appena la donna toccò l'uovo, questo si schiuse, rivelando al suo interno una piccola creatura umanoide dalle fattezze femminili (questo perché la fisiologia di Plondex assorbì le caratteristiche del primo essere vivente con cui venne a contatto, in questo caso un esemplare femmina di Homo Sapiens).
I Smallwood adottarono la bambina e la crebbero in gran segreto come una loro figlia, negando la sua esistenza alla comunità.
Raggiunta la maggiore età, venne contattata dal Dipartimento H di James MacDonald Hudson, che la invitò ad unirsi al programma Gamma Flight affinché venisse addestrata all'uso dei suoi poteri anfibi.
In seguito Marrina si unì a Hudson negli Alpha Flight, il primo supergruppo di eroi canadesi, dove, dopo le primissime avventure del gruppo, si trasformò da ragazza timida e gentile in una creatura violenta e sanguinaria, ferendo gravemente l'amico e compagno di squadra Eugene Judd alias Puck.
Marrina scoprì in seguito maggiori dettagli sulla sua origine aliena dal misterioso Padrone del mondo, un nemico degli Alpha studioso dei Plodex. In quell'occasione Marrina conobbe Namor, che le propose di accompagnarla ad Atlantide, dove in seguito i due divennero amanti.
Tornò a collaborare con gli Alpha Flight quando Puck indagava su una misteriosa creatura sottomarina che stava facendo numerose vittime. Una volta che Marrina venne a contatto con la creatura, gli istinti omicidi mostrati tempo prima tornarono a manifestarsi in lei, aggredendo nuovamente Puck e Namor, che l'aveva seguita di nascosto. I tre vennero poi successivamente catturati dal redivivo Padrone del mondo, che spiegò il legame tra la creatura e Marrina: erano entrambi due Plodex, che stavano semplicemente assecondando la loro natura di alieni colonizzanti.
In seguito a quell'avventura, Marrina lasciò Namor e il gruppo, in quanto si reputava un mostro, e cominciò a fare una vita solitaria. Tuttavia Namor la rintracciò e le chiese di sposarlo; una volta riuscita ad controllare il suo lato bestiale, Marrina accettò e divenne così la regina di Atlantide. Quando Namor abdicò e venne esiliato sulla Terra, unendosi ai Vendicatori, lei lo seguì, diventando un membro del gruppo.
Purtroppo la sua vera natura presto prese il sopravvento, trasformandola in un mostro marino simile al leggendario Leviatano, e iniziò ad attaccare numerose flotte navali.
I Vendicatori affrontarono il mostro e Namor, con la morte nel cuore, si rese conto di essere costretto a ucciderla, usando la spada d'ebano del Cavaliere Nero per giustiziarla.
Sub Mariner, dopo aver seppellito l'amata compagna, andò alla ricerca delle uova deposte da Marrina prima della sua morte, ma trovò solo le uova ormai schiuse; si suppone dunque che vi siano delle creature Plodex discendenti di Marrina che vagano per gli Oceani, ma finora non se ne hanno avuto tracce.

### Dark Reign: la lista
Quando Norman Osborn viene tradito da Namor prepara un piano per vendicarsi: utilizza la forma bestiale di Marrina, modificata geneticamente per aumentarne la furia e per poter mangiare gli Atlantidei, e la libera per i mari facendogli attaccare tutti i villaggi Atlantidei. Per fermarla Namor chiede aiuto agli X-Men su Utopia. La creatura viene attaccata da tutti gli x-men messi insieme ma alla fine solo Namor riesce a fermarla per poi ucciderla sul fondo della fossa delle Marianne. Alla fine scaglia il gigantesco teschio di Marrina contro la torre dei vendicatori minacciando Norman che gliel'avrebbe fatta pagare.

## Poteri e abilità
Marrina aveva caratteristiche anfibie, cioè poteva vivere sia fuori che dentro l'acqua in egual modo: il suo fisico poteva sopportare la pressione e le basse temperature delle profondità oceaniche, inoltre poteva nuotare a velocità altissime, addirittura più veloce dello stesso Sub Mariner.
Dotata di artigli piccoli ma taglienti, la sua pelle era in grado di secernere un olio che dava temporanea cecità a chi ne veniva a contatto. Poco prima di morire Marrina mutò forma, trasformandosi in un serpente marino gigante.